# 광주광역시학생교육원
광주광역시교육청학생교육원(光州廣域市敎育廳學生敎育院)은 지방교육자치에 관한 법률 제32조에 따라 청소년들의 정서를 순화하고, 개척정신과 호연지기의 기상을 고취시켜 국가와 사회발전에 이바지 할 수 있는 건실한 국민으로 육성하기 위하여 광주광역시교육청 산하에 설치된 소속기관이다.